# Sissy Löwinger
Cäcilia „Sissy“ Löwinger (* 22. oder 23. Juni 1940 in Graz, Steiermark; † 25. September 2011 in Altlengbach, Niederösterreich) war eine österreichische Schauspielerin, Regisseurin und Theaterleiterin der Löwinger-Bühne.

## Leben

### Herkunft und Ausbildung
Löwinger entstammt einer der ältesten Theaterfamilien Österreichs, der Schauspielerdynastie Löwinger, und war die Tochter der Volksschauspieler Liesl und Paul Löwinger (sie hatte eine ältere Schwester Guggi und einen jüngern Bruder Paul jun.). Sie wurde 1940 während einer Tournee der Eltern in Graz geboren und lag bereits als Baby in einem Wäschekorb hinter der Bühne. Auf diese Art wurde sie früh mit der Theateratmosphäre vertraut. Schon mit fünf Jahren hatte sie ihre ersten kleinen Auftritte an der Seite ihrer Familie auf der Löwinger-Bühne.
Bereits ab ihrem fünften Lebensjahr begann sie mit dem Tanzen und mit sechs Jahren mit dem Klavier- und Ziehharmonikaspielen. Eigentlich wollte sie ursprünglich Pianistin werden, entschied sich aber mit vierzehn Jahren für die Schauspielerei. Sie brach ihre Schulausbildung ab, um Schauspiel-, Gesangs-, Literatur- und Sprachunterricht zu nehmen. Dorothea Neff gab ihr Unterricht, um sie auf die notwendige Bühnenreifeprüfung vorzubereiten. Tanz lernte sie bei Willy Fränzl und Gesang bei Professor Rittersheim. Im Alter von siebzehn Jahren hatte sie bereits alle benötigten Prüfungen absolviert.

### Beruflicher Werdegang
Von ihren Eltern lernte sie alles, was mit Schauspielerei und der Führung eines Theaters zusammenhing. Zunächst war sie, gemeinsam mit ihrem Bruder Paul Löwinger jun., für Publicity und Dramaturgie der Wanderbühne verantwortlich. Mit 25 organisierte sie die erste Österreichtournee, sie war auch zuständig für die Tourneeorganisationen, unter anderem durch Deutschland und die Vereinigten Staaten, und feierte auf der Bühne Triumphe.
Mit 31 machte sie ihre erste Regiearbeit und war ab 1985 auch als Bühnenautorin tätig. Ihre inzwischen acht Stücke, die alle im Fernsehen gezeigt wurden, schrieb sie allerdings unter den Pseudonymen Helmut Haupt bzw. Justus Schaub.
Nach dem Tod ihres Vaters im Jahr 1988 übernahm sie, vorerst gemeinsam mit ihrem Bruder, die Leitung des Theaters. Im Jahr 1996 wagte sie sich an ein für sie völlig neues Projekt, sie wurde Vize-Direktorin im Zirkus Althoff-Jacobi. Seit 1997 tourte die Löwinger-Bühne wieder durch Österreich.
Löwinger versuchte bis zu ihrem Tod, wenigstens mit einer oder zwei Produktionen pro Jahr auf Tournee zu gehen. Ihre Tochter Martina erklärte, dass sie nicht denselben Beruf wie ihre Mutter ergreifen wolle.

### Ehen
Sissy Löwinger war bis 1965 in erster Ehe mit Rudi Grimas verheiratet, am 8. März 1964 wurde ihre Tochter Martina geboren. Von 1969 bis 1972 war sie mit dem Nürnberger Komiker Herbert Hisel verheiratet, der auch ihr Bühnen- und Filmpartner war. Im Juli 1977 wurde sie die zweite Ehefrau des Fernsehmoderators Peter Rapp, ihre dritte Ehe wurde am 12. März 1985 geschieden. Seit 2001 war sie mit dem Filmkaufmann Peter Blechinger verheiratet und lebte mit diesem in einem Haus in Altlengbach. Die beiden lernten sich bei einer Faschingssitzung in Neulengbach kennen.

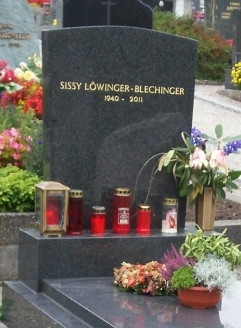
Grabstätte Sissy Löwinger

Sissi Löwinger starb, laut Auskunft des Notarztes vor Ort, an den Folgen einer Lungenembolie im Laufe des Abends des 25. September 2011 im Alter von 71 Jahren.
Sie wurde auf dem Gemeindefriedhof von Altlengbach (Grabnummer 261) beigesetzt.
2016 wurde im 10. Wiener Gemeindebezirk Favoriten der Sissy-Löwinger-Weg nach ihr benannt.

## Filmografie (Auswahl)
Regie
- 1973: Falsche Annonce
- 1975: Alles, nur keine Schwestern
- 1993: Die drei Dorfheiligen
- 1983: Ein Mann für zwei Frauen
- 1985: Der keusche Josef

Filme
- 1960: Das Dorf ohne Moral
- 1961: Saison in Salzburg
- 1961: Vor Jungfrauen wird gewarnt
- 1963: Sing, aber spiel nicht mit mir
- 1965: Das ist mein Wien
- 1968: Immer Ärger mit den Paukern
- 1968: 69 Liebesspiele
- 1969: Die tolldreisten Geschichten – nach Honoré de Balzac
- 1969: Unser Doktor ist der Beste
- 1969: Liebe durch die Hintertür
- 1969: Frau Wirtin hat auch eine Nichte
- 1969: Donnerwetter! Donnerwetter! Bonifatius Kiesewetter
- 1970: Frau Wirtin treibt es jetzt noch toller
- 1974: Auf der Alm da gibt’s koa Sünd
- 1979: Himmel, Scheich und Wolkenbruch

## Auszeichnungen
- 2002: Silbernes Ehrenzeichen für Verdienste um das Land Wien